# Zimmermann-Laband-Syndrom

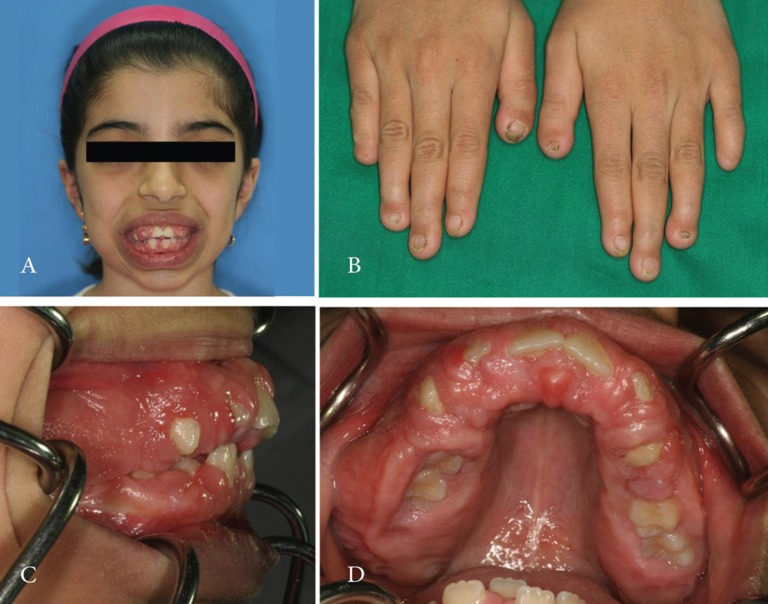

Das Zimmermann-Laband-Syndrom ist eine sehr seltene angeborene Fibromatose mit den Hauptmerkmalen Zahnfleisch-Fibromatose, vergröberte Gesichtszüge und fehlenden oder hypoplastischen Nägeln (Nagelhypoplasie) oder Endphalangen der Hände und Füße. Das Syndrom gehört zu den hereditären gingivalen Fibromatosen.
Synonyme sind: Laband-Syndrom; Laband-Zimmermann-Syndrom
Die Erstbeschreibung stammt aus dem Jahre 1928 durch den deutschen Anatom Karl Wilhelm Zimmermann (1861–1935).
P. F. Laband und Mitarbeiter aus Trinidad beschrieben das Krankheitsbild im Jahre 1964.
Der Begriff wurde im Jahre 1971 durch C. J. Wiktop geprägt.

## Verbreitung
Die Häufigkeit wird mit unter 1 zu 1.000.000 angegeben, bislang wurden 50 Patienten beschrieben. Die Vererbung erfolgt autosomal-dominant.

## Ursache
Je nach zugrunde liegender Mutation können folgende Typen unterschieden werden:
- Typ 1 mit Mutationen im KCNH1-Gen auf Chromosom 1 Genort q32.2 zugrunde, welches für das Potassium voltage-gated channel subfamily H member 1 kodiert.[7][8]
- Typ 2 mit Mutationen im ATP6V1B2-Gen auf Chromosom 8 an p21.3.[9]
- Typ 3 mit Mutationen im KCNN3-Gen auf Chromosom 1 an q21.3[10]

## Klinische Erscheinungen
Klinische Kriterien sind:
- Manifestation im Neugeborenen- oder Kleinkindesalter
- angeborene Hypo-, Dys- oder Aplasie der Finger- oder Zehennägel oder Endphalangen
- frühzeitig auftretende Gingiva-Fibromatose
- Vergröberte Gesichtszüge mit weicher, knollenartiger Nase, verdickte Ohrmuschelknorpel

Überstreckbare Gelenke, Hepatosplenomegalie, Skoliose, Hirsutismus bzw. Hypertrichose, Schwerhörigkeit und leichte geistige Retardierung sowie Kolpozephalie können hinzukommen.

## Differentialdiagnose
Abzugrenzen sind andere Formen der hereditären gingivalen Fibromatose, das FHEIG-Syndrom, das Cantú-Syndrom und das DOOR-Syndrom.

## Therapie
Das hyperplastische fibröse Zahnfleisch kann chirurgisch behandelt werden.